# Hirsch-Brauerei Honer
La Hirsch-Brauerei Honer est une brasserie à Wurmlingen.

## Histoire
La brasserie est fondée en 1782 par Ludwig Aeble en tant que brasserie d'auberge pour la Schildwirtschaft "Zum Hirschen" à Wurmlingen. Le premier changement de propriétaire a lieu en 1861 lorsque Josef Zepf reprend la brasserie. Son fils Heinrich Zepf est le nouveau propriétaire en 1865 avec la livraison d'auberges à côté de la société mère. Avec le mariage entre Fanny Zepf et Heinrich Honer, le maître brasseur né à Spaichingen, ce dernier reprend la brasserie de son beau-père en 1897. Depuis, la brasserie appartient à la famille Honer. En 1936, la direction passe de Heinrich à son fils August Honer, qui la transmet à son fils Rainer Honer en 1960. Sa fille Gabi Lemke rejoint la direction en 2009. Le 4 mai 1997, un incendie se déclare dans un bâtiment de stockage dans les locaux de la brasserie, plusieurs centaines de barils ainsi que des réfrigérateurs et 20 palettes de conteneurs vides sont détruits.
La brasserie s'appuie fortement sur les racines régionales et l'utilisation d'ingrédients régionaux. Le malt de brassage provient du Bade-Wurtemberg. De plus, des contrats de culture de malt d'orge sont en place avec plusieurs agriculteurs autour de la brasserie depuis 2015. Le houblon arrive à Wurmlingen depuis les zones de culture du sud de l'Allemagne de Tettnang et de la Hallertau. La brasserie dispose également de sa propre source d'eau de brassage directement sous les caves de stockage. Tous les deux ans, la brasserie organise le « Brauereihoffest » avec plusieurs milliers de visiteurs. Les nouveaux produits ou extensions de la brasserie sont généralement présentés à ce moment. Les locaux de la brasserie comprennent également le « Hirsch-Bierwelt », qui ouvre en 2006 et combine un musée sur l'histoire de la bière avec une petite brasserie créative où des groupes d'invités peuvent brasser leur propre bière.

## Bières
- Hirsch Pils
- Hirsch Gold : Export avec une note de houblon
- Hirsch Helles : Helles Lagerbier
- Goldstoff : Helles dans une bouteille à bouchon mécanique
- Hirsch Hefe Weisse : Weizenbier
- Hirsch Kristall Weisse : Weizenbier filtrée
- Hirsch Sport Weisse : Weizenbier légère avec moût original réduit
- Hirsch Dunkle Weisse : Weizenbier noire
- Hirsch Alkoholfreie Weisse : Weizenbier isotonique sans alcool
- Hirsch Naturtrübes Zwickl und Zwuckl : Bière non filtrée en bouteilles de 0,5 l et 0,33 l
- Hirsch Natürliches Donau Radler : Panaché avec du jus de citron
- Hirsch Donau Radler : Panaché à fermentation basse avec limonade de citron
- Hirsch Donau Radler Weisse : Weizenbier sans alcool avec limonade de citron